# Нюгрейндж
Нюгрейндж (на ирландски: Sí an Bhrú или Brú na Bóinne) е най-известната праисторическа мегалитна структура на територията на Ирландия.
Представлява коридорна гробница, датирана около 3200 г. пр. Хр. Това е най-сложната от няколкото мегалитни коридорни гробници, намиращи се край река Бойн и един от най-важните праисторически археологически обекти в Европа. Паметникът е издигнат от „Културата Бойн“ – праисторическите заселници на Източна Ирландия, които издигат десетки могили с коридорни гробници – типична проява на тази праисторическа култура от края на Неолита. Целият мегалитен комплекс комплекс Бру-на-Бойн, към който принадлежи коридорната гробница Нюгрейндж, е включен в списъка на ЮНЕСКО за световно и културно наследство.

## Откритие и статус
Съоръжението е открито от краеведа Едуард Луйд през 1699 година. Той е и първият изследовател на обекта изготвил редица скици и планове, много от които са запазени оригинали или копия в Британския музей (Лондон) и в Музея на Дъблин.
До 1962 г. обектът се намира на частен поземлен имот, когато Ирландският туристически съюз откупува поземленият имот от собственика и го дарява на Република Ирландия. Това дало възможност за изследване на обекта и значителна промяна на статута му. През 1962 – 1963 г. са започнати първите археологически проучвания от научен екип ръководен от проф. Майкъл Дж. О'Кели. По това време започват и реставрационните работи под наблюдението на „Секцията за национални паметници“ към Министерство на обществените работи на Ирландия. Повърхността на могилата е почистена от дървесната растителност, която вече разрушавала с проникналите коренови израстъци вътрешната конструкция на мегалитния градеж. Създаден е път и малък музей към археологическия обект.

## Местоположение
Могилата се намира в графство Мийд, на 16 km от брега на Ирландско море и на 8 km от град Дрохеда. Могилата е заобиколена от девет други по-малки могили и се издига на най-високото място върху хълмистия гребен при северния бряг на река Бойн.

## Датиране
Според датите от радиовъглеродното датиране коридорната гробница е датирана между 3200 и 3100 г. пр. Хр. Тя е изградена около пет века по-рано от Стоунхендж, Египетските пирамиди в Гиза и първите мегалитни градежи в Микена,Гърция.

## Описание и особености
Коридорната гробница е разположена в рамките на голяма кръгла могила с плосък връх. В наши дни, върхът достига височина 15 m. За съжаление, между 1699 г. и 1700 г. от могилата е отнемана каменна маса за строеж на околните пътища, а част от почвената маса се е свлякла към периферията на насипа, което е отнело няколко метра от височината ѝ. Първоначално се е смятало, че могилата представлява каменен насип, но археологическите разкопки доказали, че техниката на напластяване представлява редуване на речни валуни и почвени чимове, като по време на градежа е използвана и значителна площ от околната повърхност.
По време на разкопките през 1963 г. е установено, че повърхностният слой на могилния насип е съдържал тънък пласт от натрошен камък, който е бил добиван от кариера отстояща на 80 km от могилата. Такава декорация не е била единствена по рода си в този праисторически период – следи от такава са регистрирани при могилата в Локрю, а може би същата техника е ползвана при подобни обекти на територията на Шотландия, както и при праисторическото укрепено селище Лос Миларес (Испания). Според дълго годишният изследовател на обекта, проф. О'Кели, могилата е представлявала внушителна гледка на искрящо бял хълм, израстващ от сиво-зелена основа и вероятно украсен на върха с монолит.
Основата на могилата е била укрепена с венец от масивни камъни във формата на продълговати плочи. Състояла се е от 97 камъка, положени върху дългата им дясна страна, които се допират и образуват цялостен сиво-зелен зид, сключен като кръг. Древните конструктори държали на това линията на техните горни ръбове да бъде изравнена; поради тази причина за всяка каменна плоча изкопавали легло, така че в него да се скриват всички грапавини и нейният ръб по възможност да бъде хоризонтален. Диаметърът на целия кръг показва и първоначалния диаметър на могилата – около 85 m (по-късно вследствие на свличане обиколката ѝ се увеличила пропорционално на намаляването на височината).
Отделните камъни били дълги от 1,5 до 4,2 m, като особено добре обработени и декорирани са тези при входа на гробницата, достигащи до височина 3 до 4 m, като повече от метър се показвали над повърхността на терена. Основното предназначение на кръга е било да удържа периферията на могилата от размиване и свличане на почвата, но не малко по-важна е била неговата декоративна функция. Това личи не само от старанието да се поддържа хоризонталната линия, но и от избора на страните, които ще се виждат декорираните мегалитни валуни.
Цялостният вид на могилата с венеца от легнали, отчасти декорирани камъни в подножието и с разположения по-горе пояс от белезникав кремък е допълнен още от венец от побити камъни (менхири) – стърчащи на около два метра над повърхността, разположени в кръг, който се намирал на височина 11 – 14 m от подножието на могилата, кръгът е имал средно диаметър над сто метра и първоначално е бил конструиран от 35 или 38 камъка, от които в наши дни са налични само дванадесет.
Дромосът (коридорът) на гробницата е дълъг около 20 m, широк 0,90 m и висок едва 1,50 m. Коридорът е образуван от две редици изправени блокове – 22 на лявата страна и 21 на дясната страна – всичките са с обработена повърхност, като много от тях са декорирани с различни символи. Хоризонтални блокове покриват тавана на дромоса.
Когато през 1963 г. екипът на проф. О'Кели премахва почвената покривка на съоръжението и изследователите успели да погледнат тавана отгоре, бил открит един интересен технически детайл – върху повърхността на блоковете били издълбани каналчета, около 0,5 m широки и 0,1 m дълбоки, за да отклоняват встрани дъждовната вода, просмукваща се през насипа. По този начин водата можела свободно да се стича по стените на страничните камъни и не съществувала опасност да протече свободно в коридора през фугите между камъните на тавана. Освен това фугите са били запълнени с глина, специално изпечена за тази цел.
На скритите страни на покривните плочи на дромоса също се наблюдава декорация, която е била добре запазена под почвената покривка, но не е ясно защо е била необходима декорация върху повърхност, която не се вижда от посетителите на съоръжението.
Първоначално входът на дромоса е бил затворен с голям плосък камък, който днес е поставен вдясно от входа.
Толосът (вътрешната/гробната камера) е изключителен пример за праисторическата архитектура и изкуство. Построен е във формата на кръст, чието дълго рамо се образува от коридора, а останалите три къси страни представляват ниши подравнени в три посоки.
От задната стена на едната апсида до противоположната стена разстоянието е 6,5 m, а цялостната дължина на надлъжната ос, включваща и коридора (от входа на гробницата до задната стена на нишата по оста) – 24 m, което показва, че вътрешната/гробната камера е разположена върху една трета част от диаметъра на могилата.
Височината на вътрешната/гробната е малко над 6 m, като изграденият фалшив купол стесняващ се към върха, създава усещането, за по-голяма височина вследствие на перспективата, тъй като всеки пласт камъни е малко издаден спрямо предишния пласт в посока към върха. Това е най-добре изработеният купол от този вид в Западна Европа, който е запазен в автентичен вид от момента на изграждането му до наши дни. До известна степан това се дължи и на обстоятелството, че около външната страна на купола е изграден кожух от речни валуни и пясък, с което куполът е бил изолиран до голяма степен от проникващите дъждовни води.
Т.нар. вътрешна/гробна камера на съоръжението не е служила за погребения, за това са били определени страничните апсидни ниши. Техният под е бил облицован с големи обработени плоски камъни. Както и в някои други коридорни гробници при река Бойн (обектите Даут и Локрю), в тези ниши са били разположени някакви каменни хранилища – в североизточната ниша две, в останалите по една. В тях са открити останки от погребения – овъглени човешки кости, каменни и костни мъниста и висулки, костни игли, каменни топчета и керамични фрагменти от съдове. Телата на мъртвите са изгаряни на друго място, а останките им са донасяни в гробницата. Останки от погребения чрез трупоизгаряне са открити и върху каменния под на съоръжението, но не е ясно точно какъв брой тела са били погребани тук.
След извършване на последните погребения в коридорната гробница, входът е бил затворен отвън с голям блок, вероятно, за да не се нарушава покоят на мъртвите.
По време на първите разкопки през 1963 г. археолозите се натъкват на съоръжение изградено над входа на могилата, което изглеждало като малка камера и било отворено навън. В пода на камерата зеел отвор широк около 0,30 m, който вероятно е бил затварян с речни камъни (един такъв е открит на пода). Най-вероятно, когато входът на гробницата е бил затворен, отворът е давал възможност за „комуникация с мъртвите“ чрез поставянето или хвърлянето на дарове и жертвоприношения в коридора през отвора.
Пред входа на съоръжението по време на първото проучване извън периферния каменен кръг е открит и друг обект – овално хълмче от кремъчни късове (с размери 4 х 3,5 m), смесени с парчета ломен камък и заоблени късове гранит. То е било ограничено по краищата с побити плоски камъни с неголеми размери, образуващи малко по-малък кръг от периферията на грамадата. Основата на ограничената по този начин площ е била застлана с камък. Не е ясно предназначението на този обект – същото такова съоръжение е било намерено при една от могилите в Локрю.

## Предназначение
Съществуват различни дискусии относно предназначението на коридорната гробница в научните среди. Първоначално археолозите смятали, че паметникът има религиозно значение – като място за поклонение свързано с т.нар. „Култ към предците“ или храм свързан с култ към небесните тела – астрономически базирана религия. Проф. Майкъл Дж. О'Кели, който ръководи разкопките между 1962 – 1975 г., вярва, че паметникът трябва да бъде разглеждан като част от комплекс с близките коридорни гробници Ноут и Даут и че градежът на Нюгрейндж не може да се разглежда еднозначно като различен израз или религиозна мотивация, доведена до крайност при възвеличаването на коридорната гробница и дефинирането ѝ едва ли не като „мегалитна катедрала на праисторическата религия“. О'Кели поддържа хипотезата, че Нюгрейндж, заедно със стотиците други коридорни гробници, изградени в Ирландия през епохата на Неолита, са материални доказателства за религиозен култ посветен на предците. Той е на мнение, че този „култ към предците“ е само една особена форма на неолитна религия и че при други мегалитни паметници има доказателства за различни религиозни вярвания, които са свързани с култ към небесните тела и нямат нищо общо с култа към предците.
По-късните проучвания на обекта обаче предлагат алтернативни интерпретации на възможните функции, които той е изпълнявал през праисторическата епоха. Интерпретациите базирани на тези по-късни проучвания основно се фокусират върху астрономията, инженерството, геометрията и митологията, свързани с мегалитните паметниците на река Бойн. Според новите интерпретации относно предназначението на Нюгрейндж, Слънцето и неговото движение по небесния свод е играело важна роля в религиозните вярвания на хората от Неолита, ето защо коридорната гробница е проектирана да „улавя“ във вътрешната/гробната камера слънчевите лъчи в най-краткия ден от годината – този на Зимното слънцестоене. В този ден помещението е огрявано от слънчевата слънчева светлина, което може би е маркирало началото на важен календарен цикъл. Подобни явления са наблюдавани и в коридорните гробници Ноут, Даут и Локрю, което налага тълкуването на тези паметници като календари или астрономически съоръжения.
Преди време могилата е обградена от външен пръстен, състоящ се от огромни побити камъни – менхири, от които са запазени едва дванадесет от оригиналните тридесет и седем/осем. Данните от радиовъглеродните датировки на менхирите показват, че каменният кръг може да не е изграден едновременно с паметника, а да е издигнат там около 1000 години по-късно през Бронзовата епоха. Това изследване относно датирането е оспорвано, защото се отнася до радиовъглеродна дата от побит камък, който се пресича с по-късен кръг, изграден от дървен материал, като се предполага, че въпросният менхир е можел да бъде преместен и по-късно, за да бъде поставен отново в първоначалното си положение.
Веднъж годишно по време на зимното Слънцестоене изгряващото слънце огрява дългия коридор, осветявайки гробната/вътрешната камера и декорациите по стените, по-специално тройната спирала на предната стена на камерата. Това осветяване трае около 17 минути. Проф. О'Кели е първият човек, който в по-ново време наблюдава това събитие на 21 декември 1967 г. Слънчевата светлина влиза в прохода през специално изграден отвор, известен като „покривна кутия“, вградена непосредствено над главния вход. Въпреки че подравняванията по Слънцестоенето и не са рядкост сред коридорните гробници, Нюгрейндж е една от малкото, при които се наблюдава вграждане на т.нар. „покривна кутия“. (Каменната могила G на Мегалитния некропол при Кароукил е другият обект, където има подобно съоръжение, като се твърди и че има налична такава при археологическия обект Брин Сели Ду.) Подравняването е проектирано така, че въпреки че покривната кутия е вградена над входа на прохода, светлината огрява пода на вътрешната/гробната камера. В наши дни първите лъчи огряват камерата около четири минути след изгрев, но изчисленията, базирани на прецесията на Земята, показват, че преди 5000 години първите лъчи биха огрели камерата точно при изгрев Слънце. Изгревът при Нюгрейндж е много по-прецизно „уловен“ в сравнение с коридорните гробници като Даут или Мейс Хоу на Оркнейските острови, край бреговете на Шотландия, където спаметниците са подравнени и изградени на същия принцип.

## Декорация
Коридорната гробница Нюгрейндж е еталон за неолитно скално изкуство. Върху повърхностите на камъните използвани за градежа на съоръжението се наблюдават различни символи характерни за изобразителното изкуство на тази праисторическа епоха, разпредени в десет категории – първите пет включват цилиндрични изображения – кръгове, спирали, дъги, серпентинни форми и точкови кръгове, а останалите пет включват – праволинейни изображения – V-образни орнаменти, ромбове, радиали, успоредни линии, изображения в негатив. Всички гореизброени елементи се различават по стил, ниво на уменията на майсторите и дълбочина на издълбаването.
Едни от най-характерните изображения в Нюгрейндж са трискелионите, които са изобразени и на плочата при входа на съоръжението.
Тези геометрични символи се срещат при мегалитните съоръжения в цяла Европа, но не и в такава концентрация както в Нюгрейндж. Най-често срещаната декоративна украса при коридорната гробница е ромбовидната. Тя е изпълнена в различен вид и варианти, а едва след нея се нареждат зигзаговидните елементи и спиралите. Интересна модификация на този вид е тройно спиралният мотив върху вертикалния камък в стената на задната ниша на камерата.
- Декоративна украса
- Спираловидна украса на външните валуни
- Спираловидна украса на външните валуни
- Трискели от вътрешността на гробницата
- Декоративна украса на страничните валуни
- Декоративна украса на тавана в коридора
- Трискелоните изобразени върху валуна на входа

## Предания и легенди
В келтските митове и легенди изграждането на могилата се свързва с върховния бог Дагда Мор и неговите трима синове. Друга легенда свързва Нюгрейндж със староирландските крале от легендарната Тара, като могилата Бру-на-Бойн била техен некропол. Според ирландските народни легенди обаче, един от най-славните владетели на Тара – Кормак Мак Арт, отказал да бъде погребан тук и да лежи до езическите идолопоклонници, макар да били негови прадеди. Когато починал, неговите слуги все пак искали да го пренесат там, но водите на река Бойн се надигали три пъти, за да им попречат. Според преданието набожният крал бил погребан на отсрещния бряг на реката.

## Достъп
Достъпът до археологическия обект е контролиран – посещението е възможно само в присъствието на екскурзовод. За тази цел е изграден „Посетителски център Bru Na Bóinne“, разположен на южния бряг на река Бойн.
Обиколките започват от Посетителския център, от който посетителите се отвеждат до коридорната гробница в групи. Всяка обиколка включва и симулация на Зимното слънцестоене, която показва посредством насочена електрическа светлина проникването на слънчевите лъчи във вътрешната/гробната камера.
Поради огромният интерес към наблюдаването на Зимното слънцестоене в деня на същото от гробната камера на обекта, посетителският център организира годишна лотария с номерата на билетите продадени през годината, като само няколко десетки посетители получават правото да присъстват на самото явление. Победителите в лотарията се разделят на групи от десет души и се приемат в петте дни около Слънцестоенето през декември, когато слънчевата светлина прониква в камерата, при ясно време.